# Женская сборная Тринидада и Тобаго по баскетболу 3×3
Женская сборная Тринидада и Тобаго по баскетболу 3×3 представляет Тринидад и Тобаго на международных соревнованиях по баскетболу 3×3. Управляющим органом является Национальная федерация баскетбола Тринидада и Тобаго (англ. National Basketball Federation of Trinidad and Tobago).
По состоянию на 17 сентября 2024, женская сборная Тринидада и Тобаго по баскетболу 3×3 занимает 132-е место в мировом рейтинге ФИБА женских сборных по баскетболу 3×3.

## Результаты выступлений
| Турнир                           | Золото | Серебро | Бронза | Всего |
| -------------------------------- | ------ | ------- | ------ | ----- |
| Чемпионат Америки (3×3 AmeriCup) | —      | —       | —      | —     |
| Итого                            | —      | —       | —      | —     |

### Чемпионат Америки по баскетболу 3×3 (AmeriCup)
| Год         | Место          | Игры           | Победы         | Поражения      | Состав команды                                                                               |
| ----------- | -------------- | -------------- | -------------- | -------------- | -------------------------------------------------------------------------------------------- |
| Майами 2021 | 12             | 2              | 0              | 2              | Nikiya Baptiste, Kielle Connelly, Chervelle Cox, Kristin Rampersad                           |
| Майами 2022 | 9              | 2              | 0              | 2              | Nikiya Baptiste, Crystal - Ann Jannelle Joy George, Jameela Mc Carthy, Afeisha Fernelia Noel |
| 2023        | не участвовали | не участвовали | не участвовали | не участвовали | не участвовали                                                                               |